# Peintres de Skagen
Pour les articles homonymes, voir Skagen (homonymie).

Hip, Hip, Hurrah! par Peder Severin Krøyer, 1888

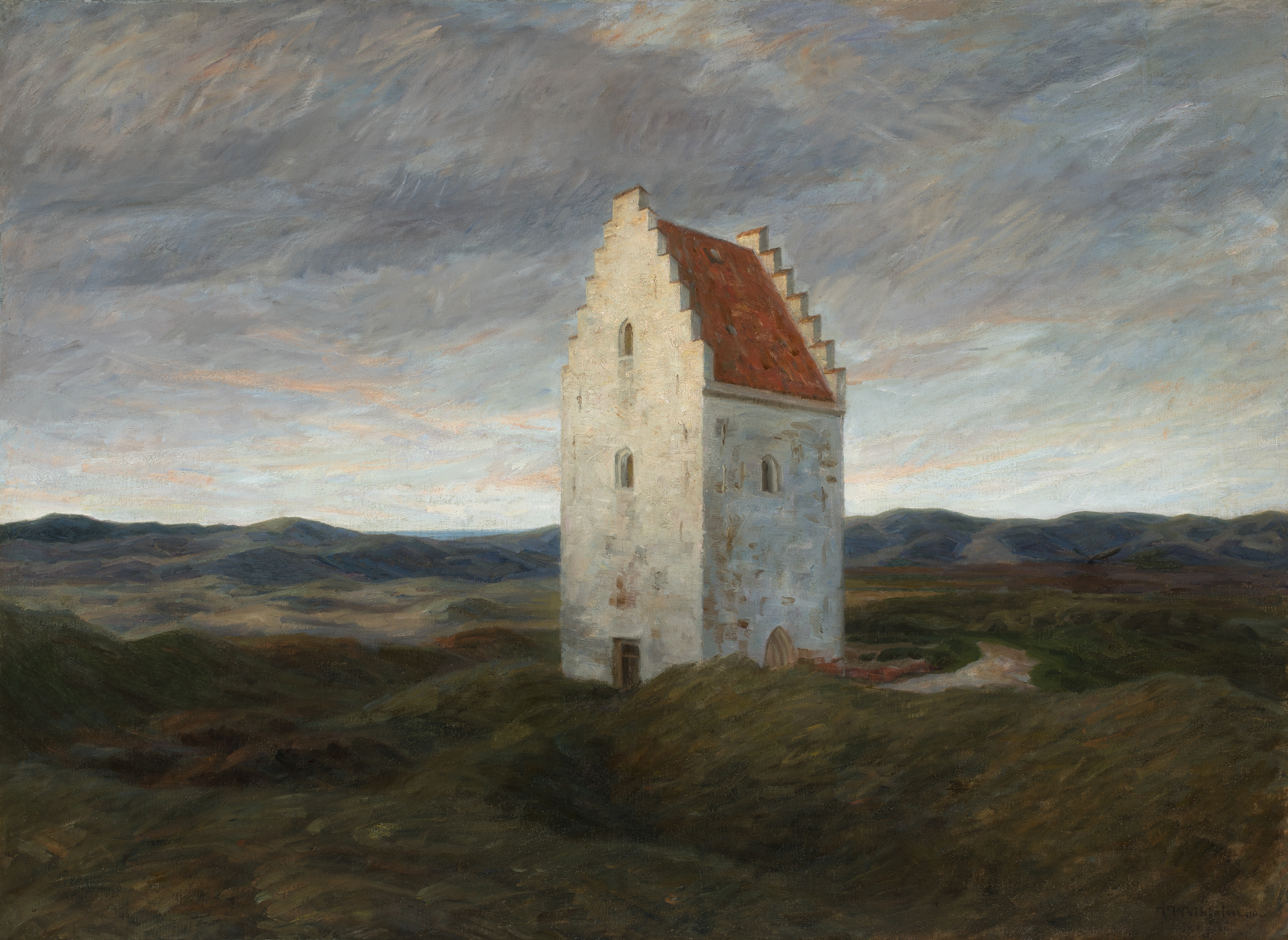
Skagens gamle kirke. Nat (probablement : La vieille église de Skagen. Nuit.) Tableau de Johannes Wilhjelm, 1910.

Les Peintres de Skagen forment un groupe d'artistes scandinaves installés à Skagen, tout au nord du Danemark, de 1870 jusqu'au tournant du siècle, pour y peindre la lumière très particulière à cet endroit. L'esthétique des peintres de Skagen se caractérise par la représentation de paysages très réalistes aux couleurs riches.

## Artistes
La grande majorité des peintres de Skagen est évidemment danoise. On trouve parmi eux Anna et Michael Peter Ancher, Peder Severin Krøyer, Marie Krøyer, Karl Madsen, Laurits Tuxen, Carl Locher, Viggo Johansen, Thorvald Niss, Holger Drachmann.
Mais il y a aussi des peintres norvégiens comme Christian Krohg et Eilif Peterssen, ou suédois comme Oscar Björck et Johan Krouthén.
Le mouvement de Skagen ne s'est pas réduit simplement à la peinture. En effet, les écrivains danois Georg Brandes et Henrik Pontoppidan ainsi que le compositeur suédois Hugo Alfvén sont aussi membres du groupe.